# Дитер I фон Геминген
Дитер I фон Геминген (на немски: Dieter I von Gemmingen; † сл. 1283), споменат в документи 1283 и 1287 г., е благородник от стария алемански рицарски род Геминген в Крайхгау в Баден-Вюртемберг от „линията Щайнег на фрайхерен фон Геминген“.
Той е син на Албрехт фон Геминген († пр. 1283) и съпругата му Гертруд фон Найперг. Внук е на Ханс фон Геминген († сл. 1259), императорски фогт 1259 г. на Зинсхайм, и съпругата му фон Хелмщат.
Дитер има още три братя: Швайкер, Еберхард и Геролд, с които е направен рицар от император Рудолф. През 1297 г. той слага печати заедно с брат си Еберхард. Понеже братята му нямат наследници Дитер и децата му получават имението.
При синовете му Дитрих „Стари“ и Дитер „Млади“ фамилията фон Геминген се разделя на два съществуващи и днес клона А (днешната резиденция: замък Гутенберг) и Б (днешната резиденция: замък Хорнберг).

## Фамилия
Дитер I фон Геминген се жени за Мехтилд (Меца) фон Талхайм († ок. 1297), дъщеря на Фридрих фон Талхайм. Те имат децата:
- Дитрих „Стари“ фон Геминген († ок. 1374), женен за Елизабет фон Мауер († 14 февруари 1354, Геминген); клон А (Гутенберг)
- Дитер фон Геминген „Млади“ († 1359), женен за Анна фон Госхайм († сл. 1359); клон Б (Хорнберг).
- Маргарета, омъжена за Фридрих фон Нипенбург († 1360)
- Берта, омъжена за Балзарес фон Титцинген